# Пам'ятки Трипільської культури на Любашівщині

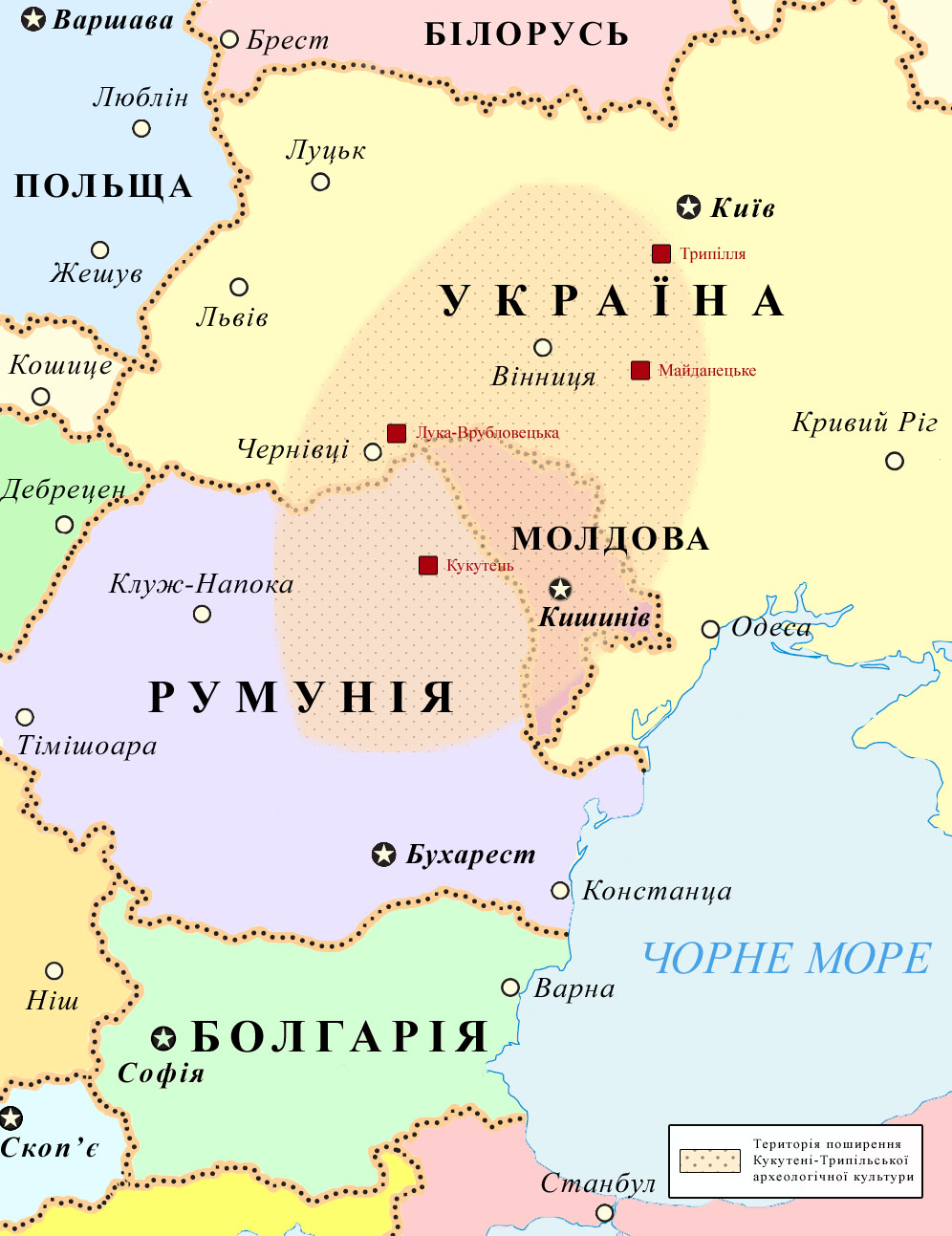
Поширення Трипільської археологічної культури

На території Любашівського району виявлено 6 осередків трипільської культури:
- Біля села Познанка Перша, за 0,3 км на захід від села — за 25 м від дороги Познанка — Гольма знайдено фрагменти пізньотрипільської кераміки.
- Біля села Познанка Друга на західній околиці села, по правому берегу р. Кодими за 0,2 км від русла.
- Поселення трипільської культури також було знайдене за 4 км на південь від села Познанка Друга біля джерела.
- В с. Погреби (Познанська сільрада) виявлене поселення за 0,4 км на схід від села, на двох мисах лівого берега балки, де протікає струмок до р. Кодими. Відкрите 1974 року. Кераміка з добре відмуленої глини, і з домішками товчених черепашок; шматки обпаленої глини. Знайдено фрагмент статуетки. Кінець розвиненого — початок пізнього Трипілля.
- В смт Любашівка за 0,5 км до південного заходу від залізниці Балта—Любашівка на мисі між двома відвершками р. Чичиклія 1974 року знайдені на площі близько 3 га знаряддя з кременя, кераміка з відмуленої глини зі слідами чорної фарби. Відноситься до кінця розвиненого — початок пізнього етапів Трипілля.
- В селі Бокове відкрите поселення за 2 км на північний захід від села, на березі верхньої течії р. Меланки. Знайдені фрагменти кераміки з добре відмуленої глини, іноді із залишками чорної фарби, уламок прясельця.